# Xã Roseville, Quận Kandiyohi, Minnesota
Xã Roseville (tiếng Anh: Roseville Township) là một xã thuộc quận Kandiyohi, tiểu bang Minnesota, Hoa Kỳ. Năm 2010, dân số của xã này là 622 người.